# Adtranz

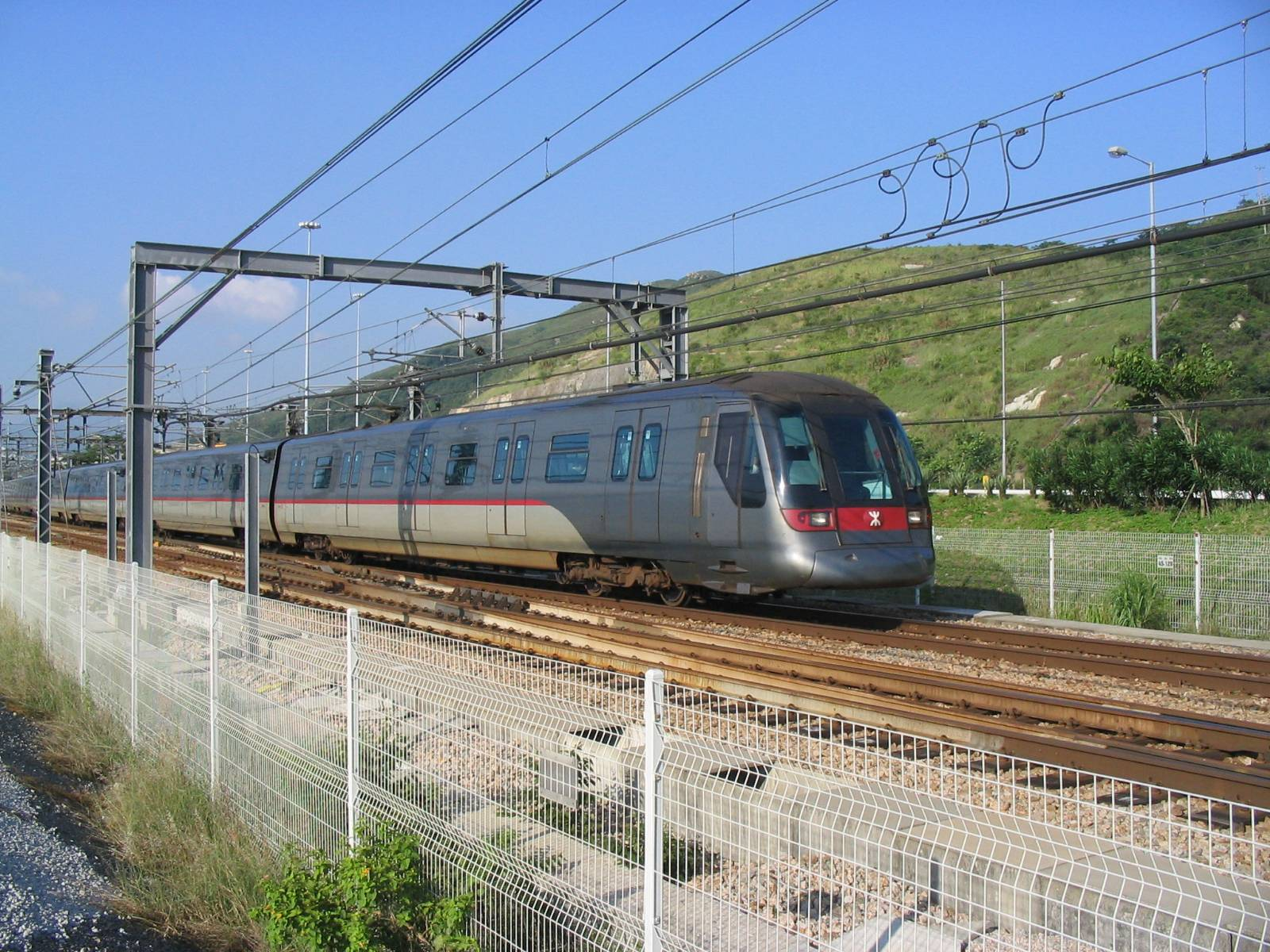
香港港鐵的Adtranz-CAF列車

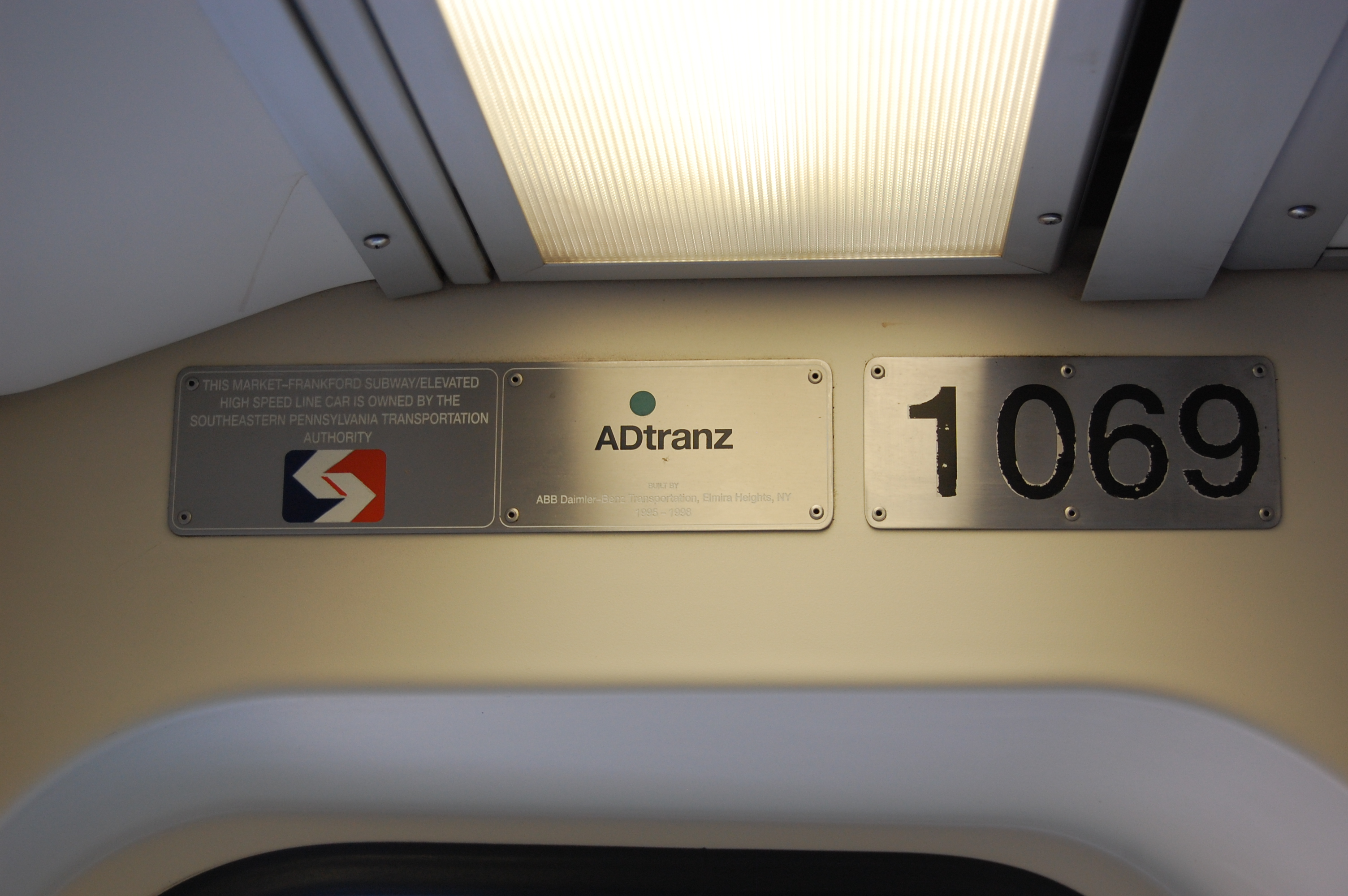
費城地鐵的ADtranz列車

ABB 戴姆勒-奔馳運輸系统股份公司（ABB Daimler-Benz Transportation GmbH，简称ADtranz），是一家成立於1996年的跨國（德國及瑞士）鐵路車輛製造商，總部設於德國柏林，原為戴姆勒克萊斯勒旗下事業，在2001年被庞巴迪运输收购。

## 历史
1995年ABB與戴姆勒-平治決定把它們的鐵路部門合組成一所新公司，并于1996年1月1日正式命名为ABB Daimler Benz Transportation (ADtranz)，品牌由Landor Associates創造，其中的A代表ABB/AEG，D及z代表戴姆勒和平治。
ADtranz当时為世界上最大的轨道运输车辆公司，主要经营电气化铁路以及城市轨道交通设施。成立后，ADTranz相继兼并了德国的IYY公司、英国的Interlogic Control公司，以及瑞士的铁路號誌厂商sRsF公司，進而获得了號誌系统和列车控制系统的核心技术，希望通过这些技术与世界上的另两大铁路车辆制造商——德国西门子公司和法国阿尔斯通相抗衡。
1997年之后，ADtranz公司又合併了瑞士的著名企业sLM公司和Schindler公司，波兰的Pafawag 公司和匈牙利的Dunakeszi Járműjavító Kft. 公司，从而进一步强化了机车车辆开发制造能力。这种急剧扩张的政策，有利的一面是强化了公司的铁路机车车辆开发能力，市场订单大幅度增加，但同时也产生了很大的负面影响：Adtranz在缩小和关闭亏损的制造基地方面动作迟缓，而且该厂出售给德国铁路的电力机车与动车因初期故障较多而导致延迟交付所发生的违约金问题等等，这些问题导致公司经营情况恶化。
1999年，由于ABB決定退出並以$472百萬價錢賣出其餘下的50%股份，並由丹拿-佳士拿全數收购餘下的股份，令ADtranz成為丹拿屬下的全資鐵路製造公司，品牌下方也更名為Daimler Chrysler Rail Systems。
庞巴迪公司於2000年宣佈收購ADtranz，並於2001最終以$725百萬全數收购；收購後ADtranz与庞巴迪合併成了新的庞巴迪运输（集团）有限公司，令龐巴迪成為當時世界上最大的鐵路生產商之一，並且再次焕发生命力，为多个国家打造了高速铁路系统、城市轨道交通系统等。

## 产品
- 上海地鐵DC01型電動列車
- 曾與西班牙CAF合作為香港港鐵公司生產列车，如東涌綫及機場快綫采用的ADTranz-CAF列车。
- X2000列车
- 瑞士联邦铁路Re460型电力机车